# Salim ad-Dausari
Salim ad-Dausari, Salem Al-Dawsari (arab. سالم الدوسري, Sālim ad-Dawsarī; ur. 19 sierpnia 1991 w Dżuddzie) – saudyjski piłkarz występujący na pozycji pomocnika. Od 2011 roku występuje w drużynie Al-Hilal, reprezentant kraju. Uczestnik Mistrzostw Świata 2018 i 2022.

## Kariera
W 2011 roku zawodnik wystąpił z reprezentacją Arabii Saudyjskiej do lat 20 w Mistrzostwach Świata U-20 w Kolumbii. Arabia Saudyjska na tym turnieju dotarła do ćwierćfinału, a piłkarz zagrał we wszystkich czterech spotkaniach swojej drużyny (raz, w ćwierćfinale z Brazylią wszedł na boisko z ławki rezerwowych, pozostałe spotkania rozpoczynał w pierwszym składzie) i zdobył jedną bramkę (w spotkaniu grupowym przeciwko Gwatemali, wygranym 6:0). W 2012 roku zawodnik zadebiutował w seniorskiej reprezentacji kraju. W swoim debiucie w kadrze narodowej 29 lutego 2012 roku w wyjazdowym spotkaniu eliminacji do Mistrzostw Świata 2014 przeciwko Australii zdobył bramkę (spotkanie zakończyło się jednak porażką Arabii Saudyjskiej 2:4).
W styczniu 2018 roku trafił na wypożyczenie do drużyny Villarreal FC. Wystąpił w jednym spotkaniu ligowym, przeciwko Realowi Madryt. Po zakończeniu sezonu powrócił do reprezentowania klubu z Arabii Saudyjskiej.